# Olidiana percultus
Olidiana percultus är en insektsart som beskrevs av William Lucas Distant 1908. Olidiana percultus ingår i släktet Olidiana och familjen dvärgstritar. Inga underarter finns listade i Catalogue of Life.